# Crows Zero II
 (août 2014).
Si vous disposez d'ouvrages ou d'articles de référence ou si vous connaissez des sites web de qualité traitant du thème abordé ici, merci de compléter l'article en donnant les références utiles à sa vérifiabilité et en les liant à la section « Notes et références ».
Série
Crows Zero
(2007) Crows Explode
(2014)
Pour plus de détails, voir Fiche technique et Distribution.
Crows Zero II, réalisé par Takashi Miike, est la suite de l'adaptation cinématographique Crows Zero s'inspirant des mangas Crows et Worst d'Hiroshi Takahashi. Il est suivi de Crows Explode, réalisé par Toshiaki Toyoda et sorti en 2014.
Crows Zero II se déroule six mois après les évènements présentés dans le premier opus, à quelques semaines de la remise des diplômes de fin d'étude d'une génération antérieure de lycéens ayant connu Suzuran, le « lycée des corbeaux », soit un an avant la remise de diplôme du manga Crows.
Les mêmes thèmes que dans le manga et dans le film précédent y sont abordés : l'amitié, la fraternité et l'amour mais également la rivalité et la jalousie.
Les éditions DVD et Blu-Ray du film sont sortis le 2 octobre 2009 au Japon et début novembre de la même année en France par Wildside.

## Synopsis
Crows Zero, le premier film de la trilogie, présentait la confrontation au sein même du lycée Suzuran entre les factions de Genji Takiya et celle de Tamao Serizawa, tandis que Crows Zero II présente un classique des mangas Crows et Worst : la rivalité entre Suzuran et Hôsen, un établissement scolaire voisin.
Quelque temps avant que Genji ne fasse ses premiers pas à Suzuran, le lycée de Suzuran, commandé à l'époque par Noboru Kawaishi, s'était opposés aux élèves à la tête rasée d'Hôsen. Au cours de cette bataille, le chef de la bande utilisa une arme blanche et poignarda le chef adverse, ce qui entraîna sa mort. Le film commence lorsque Kawaishi sort du centre où il a été placé pour son crime et va se recueillir sur la tombe de sa victime, où le lycée d'Hôsen l'attend pour venger la mort de leur chef. Il s'enfuit pour ne pas se faire lyncher et retrouve Serizawa et Genji, qui le sauvent et rompent ainsi la trêve qui avait été établie entre les deux lycées.

## Fiche technique
- Réalisation : Takashi Miike
- Scénario : Shôgo Mutô
- D'après le manga de Hiroshi Takahashi
- Production : Mataichirô Yamamoto
- Musique : Naoki Otsubo
- Photographie : Nobuyasu Kita
- Montage : Shûichi Kakesu et Tomoki Nagasaka
- Pays :  Japon
- Langue : Japonais - anglais
- Dates de sortie : 
  - Japon : 26 février 2009 (Yubari International Fantastic Film Festival) (première)
  - France : 3 novembre 2009

## Distribution
- Shun Oguri : Genji Takiya
- Kyôsuke Yabe : Ken Katagiri
- Meisa Kuroki : Ruka Aizawa
- Nobuaki Kaneko : Taiga Narumi
- Haruma Miura : Tatsuya Bito
- Sōsuke Takaoka : Shun Izaki
- Takayuki Yamada : Tamao Serizawa
- Kenta Kiritani : Tokio Tatsukawa
- Kaname Endō : Yūji Tokaji
- Suzunosuke Tanaka : Chūta Tamura
- Gorō Kishitani : Hideo Takiya
- Motoki Fukami : Rinda-man / Megumi Hayashida
- Shunsuke Daito : Hiromi Kirishima
- Tsutomu Takahashi : Makise Takashi
- Yusuke Kamiji : Shōji Tsutsumoto
- Yusuke Izaki : Manabu Mikami
- Hisato Izaki : Takeshi Mikami
- Ryō Hashizume : Toshiaki Honjō
- Yu Koyanagi : Makoto Sugihara
- Shinnosuke Abe : Noboru Kawanishi
- Nobuaki Kaneko : Taiga Narumi
- Kengo Oguchi : Rikiya Kumagiri
- Tomoya Warabino : Hayato Shibayama
- Gō Ayano : Ryō Urushibara
- Kazuki Namioka : Gōta Washio
- Yutaka Matsushige : Ushiyama

## Réception
Le film, sorti dans les salles japonaises le 11 avril 2009, termine son exploitation à 29 865 854 $, là où le premier avait rapporté 21 897 963 $, faisant de lui le 11e film de l'année 2009 sur le sol nippon.